# Lago Illawarra

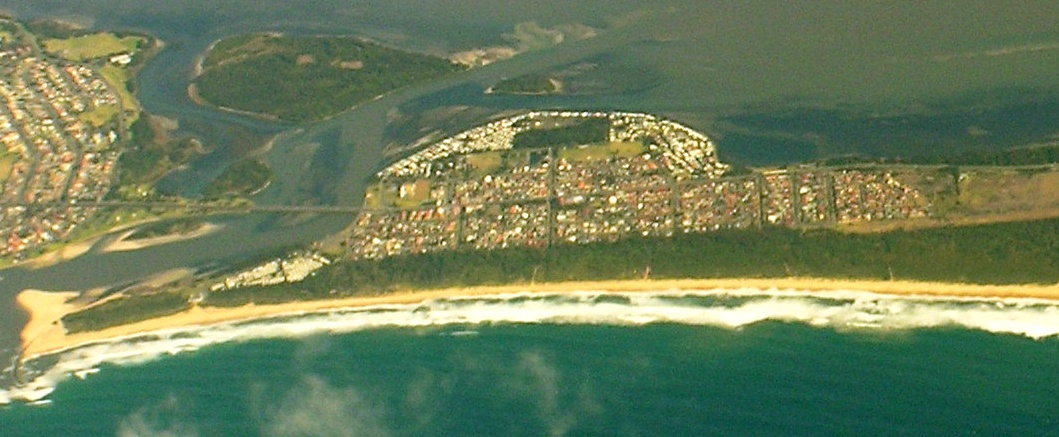
Entrada al lago Illawarra, en Windang. Imagen de 2008.

El lago Illawarra (en inglés: Lake Illawarra) es un lago australiano en la región de Illawarra. Se encuentra al sur de la ciudad de Wollongong, Nueva Gales del Sur, al norte de la ciudad de Shellharbour, y a 5 km de Dapto. Tiene una profundidad media de 2,1 m. 
La descarga en el Mar de Tasmania se halla en la ciudad de Windang. 